# Сичеле (Муреш)
Сичеле (рум. Sicele) насеље је у Румунији у округу Муреш у општини Погачауа. Oпштина се налази на надморској висини од 334 m.

## Становништво
Према подацима из 2002. године у насељу је живело 49 становника, од којих су сви румунске националности.